# Walking on a Dream
Walking on a Dream (englisch für ‚Auf einem Traum wandern‘) ist das Debütalbum des australischen Elektroduos Empire of the Sun. Es wurde in Australien am 3. Oktober 2008 und in Deutschland am 13. März 2009 über das Label EMI veröffentlicht.
Das Album wurde von Peter Mayes im Soundworks Music Studio und in den Linear Recording Studios in Sydney im Jahr 2007 aufgenommen und abgemischt.
Walking on a Dream wurde insgesamt für 11 ARIA Music Awards 2009 nominiert, darunter dem Award für das Album des Jahres. Eine Deluxe-Edition mit einer Bonus-CD wurde am 20. November 2009 veröffentlicht.

## Wissenswertes

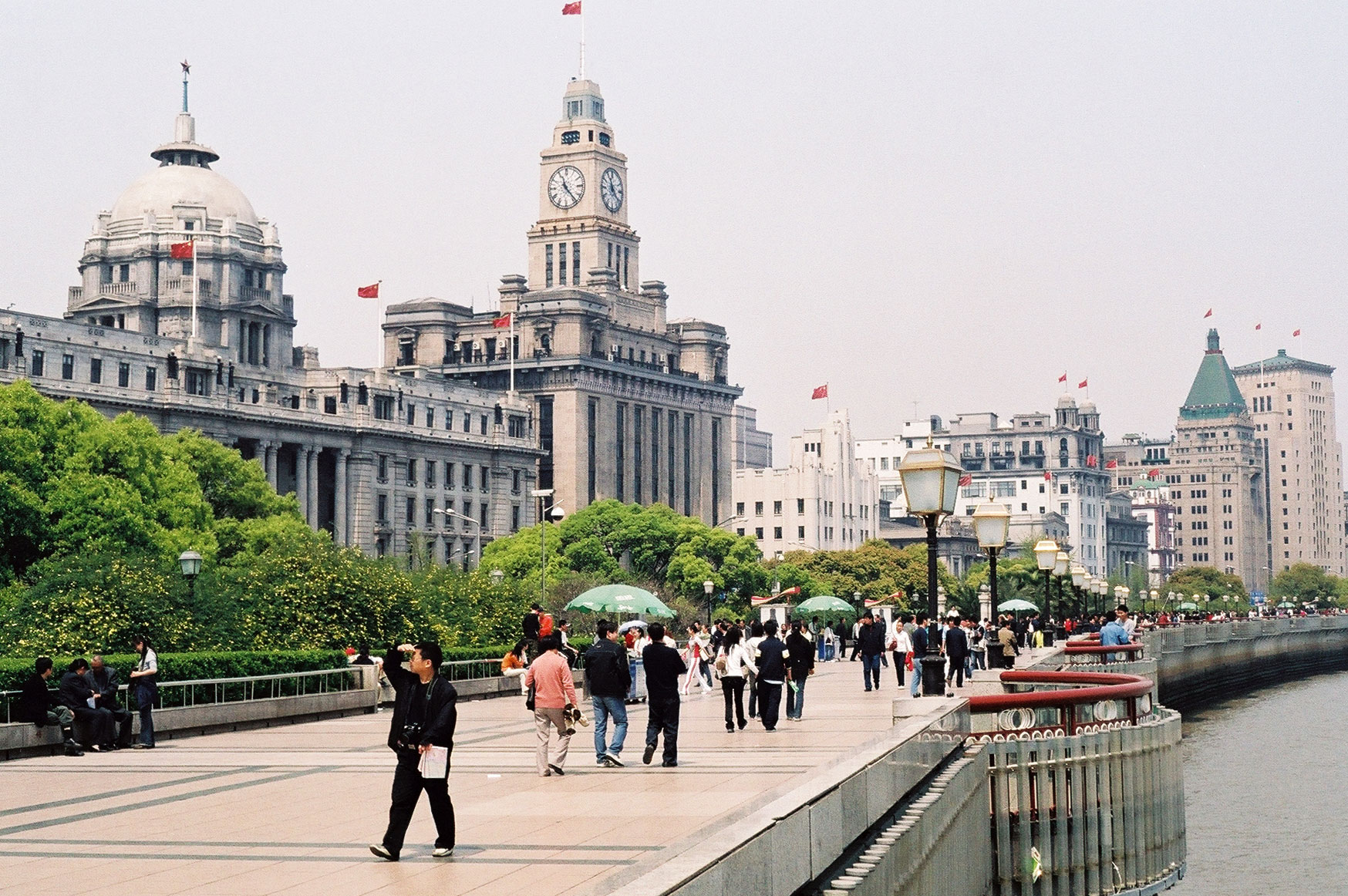
Promenade am Bund.

- Das Album sollte ursprünglich den Titel We Are the People tragen, wurde aber aufgrund des großen Erfolgs der ersten Single umbenannt.

- Das Musikvideo zur ersten Single, Walking on a Dream, wurde von Josh Logue gedreht und spielt am Bund in Shanghai. Das Video wurde kurz vor Beginn der Olympischen Spiele 2008 aufgenommen.

- Zur Sonnenfinsternis vom 22. Juli 2009 zeigte die Band einen Internetbroadcast als Auftritt in schwarz-weiß, in dem nur Luke Steele und dessen Frau zu sehen sind. Es wurde über die Webseite „Eclipse of the Sun“ verbreitet und auf gängige Plattformen hochgeladen. Darin werden die Songs Breakdown und Swordfish Hotkiss Night gespielt.

- Das Album-Cover ist in Anlehnung an die Filmposter zu den Filmen Star Wars und Indiana Jones entstanden.[2]

## Titelliste
| Standard Edition | Deluxe Edition: Bonus-CD |
| --- | --- |
| 1. Standing on the Shore – 4:23 2. Walking on a Dream – 3:16 3. Half Mast – 3:54 4. We Are the People – 4:27 5. Delta Bay – 3:12 6. Country – 5:04 7. The World – 4:36 8. Swordfish Hotkiss Night – 3:55 9. Tiger by My Side – 5:47 10. Without You – 5:00 | 1. Breakdown – 2:40 2. Romance to Me – 3:26 3. Walking on a Dream (Sam La More 12” Remix) – 7:52 4. Standing on the Shore (Losers Remix) – 6:39 5. We Are the People (The Shapeshifters Vocal Remix) – 8:17 6. Without You (New Version) – 3:32 7. Swordfish Hotkiss Night (Eron Mezza Remix) – 2:22 8. Standing on the Shore (Hey Today! Remix) – 4:46 9. Walking on a Dream (Ben Watt Remix) – 7:28 10. We Are the People (Shazam Remix) – 5:44 11. Girl – 3:58 12. Etude – 2:27 |

## Singleauskopplungen
Die Leadsingle Walking on a Dream wurde am 30. August 2008 veröffentlicht. Sie erreichte Platz 10 der australischen Singlecharts und wurde für mehr als 70.000 verkaufte Exemplare mit Platin ausgezeichnet. In Deutschland erreichte der Song Platz 55.
Die zweite Single We Are the People wurde am 21. Februar 2009 veröffentlicht. Der Song erreichte Platz 24 der australischen Singlecharts und Platz 14 in Großbritannien. In Deutschland erreichte die Single die Chartspitze.
We Are the People wurde unter anderem in der Werbung für den australischen Rundfunksender SBS und in Deutschland von Vodafone verwendet.
Die beiden Nachfolgesingles, Standing on the Shore und Without You, konnten nicht an die Erfolge der Vorgänger anknüpfen.
| Jahr | Titel              | Höchstplatzierung, Gesamtwochen, AuszeichnungChartplatzierungen (Jahr, Titel, , Platzierungen, Wochen, Auszeichnungen, Anmerkungen) | Höchstplatzierung, Gesamtwochen, AuszeichnungChartplatzierungen (Jahr, Titel, , Platzierungen, Wochen, Auszeichnungen, Anmerkungen) | Höchstplatzierung, Gesamtwochen, AuszeichnungChartplatzierungen (Jahr, Titel, , Platzierungen, Wochen, Auszeichnungen, Anmerkungen) | Höchstplatzierung, Gesamtwochen, AuszeichnungChartplatzierungen (Jahr, Titel, , Platzierungen, Wochen, Auszeichnungen, Anmerkungen) | Höchstplatzierung, Gesamtwochen, AuszeichnungChartplatzierungen (Jahr, Titel, , Platzierungen, Wochen, Auszeichnungen, Anmerkungen) | Höchstplatzierung, Gesamtwochen, AuszeichnungChartplatzierungen (Jahr, Titel, , Platzierungen, Wochen, Auszeichnungen, Anmerkungen) | Anmerkungen                                                     |
| Jahr | Titel              | DE | AT | CH | UK | US | AU | Anmerkungen                                                     |
| ---- | ------------------ | --- | --- | --- | --- | --- | --- | --------------------------------------------------------------- |
| 2008 | Walking on a Dream | DE55 (13 Wo.)DE | — | CH21 (33 Wo.)CH | UK64 (9 Wo.)UK | US65 (5 Wo.)US | AU10 (34 Wo.)AU | Erstveröffentlichung: 30. August 2008 in US erst 2016 platziert |
| 2008 | We Are the People  | DE1 (52 Wo.)DE | AT2 (25 Wo.)AT | CH20 (45 Wo.)CH | UK14 (21 Wo.)UK | — | AU24 (17 Wo.)AU | Erstveröffentlichung: 20. September 2008                        |

## Rezeption

### Kritiken
Walking on a Dream erhielt überwiegend positive Kritiken.
Maximilian Nitzke von CDStarts.de schrieb:

„Der eigentliche Knaller kommt mit Swordfish Hotkiss Night. White-Hop vom Feinsten. Irgendwo zwischen Bloc Party, Justin Timberlakes Disco-Tracks und HipHop. Das haut einen wahrlich um und wird auf keinen Fall langweilig. Urkomisch und gleichzeitig einfach nur groovig. Dann kehrt das Album zurück zum Beginnstil und für die ruhigen unter uns ist auch noch eine Ballade dabei, die allerdings nicht halb so viel Spaß macht, wie die Tanzflächenfeger. Wen wundert’s? Wer mal wieder auf der Suche nach was ganz Anderem ist und auch noch Fan der 80er ist, der möge bitte zugreifen, denn so eine schöne Interpretation dieses Jahrzehnts wird es so schnell bestimmt nicht wieder geben.“
Michael Schuh von Laut.de bewertete das Album mit drei von möglichen fünf Sternen und schrieb:

„Missglückte oder schlicht zu langatmig geratene Experimente finden sich dennoch nur in Albumhälfte zwei (furchtbar: die Softpop-Schlonzballade Without You; einziger Lichtblick: der Electro-Funk Swordfish Hotkiss Night), wohingegen die neuen Siegfried & Roy des Synthie-Pop ihre Trümpfe gleich zu Beginn in voller Blüte ausspielen.
Alleine Standing on the Shore, Half Mast und We Are the People sollten ausreichen, um sich auch beim zweiten Album noch an Empire of the Sun zu erinnern. Den bandeigenen Mix aus Watte-Pop der 70er, Freak Out-Exotica und Retro-Electro hat ein anderes Duo dennoch eine Spur nachhaltiger (und freakiger) hinbekommen: MGMT.“

### Auszeichnungen bei Musikpreisen
ARIA Awards
Die Nominierungen wurden am 8. Oktober 2008 bekannt gegeben. Empire of the Sun erhielt die meisten Nominierungen (insgesamt 11). Die Preise wurden am 26. November 2009 verliehen.
| Kategorie                         | Nominiertes Werk                             | Ergebnis             |
| --------------------------------- | -------------------------------------------- | -------------------- |
| Album of the Year                 | Walking on a Dream                           | Gewonnen             |
| Bestverkauftes Album              | Walking on a Dream                           | Nominiert            |
| Single of the Year                | Walking on a Dream (Single)                  | Gewonnen             |
| Bestverkaufte Single              | Walking on a Dream (Single)                  | Nominiert            |
| Bestes Musikvideo (Josh Logue)    | Walking on a Dream / We Are the People       | Gewonnen / Nominiert |
| Beste Musikgruppe                 | Empire of the Sun                            | Gewonnen             |
| Beste Veröffentlichung (Popmusik) | Empire of the Sun                            | Gewonnen             |
| Producer of the Year              | Empire of the Sun, Donnie Sloan, Peter Mayes | Gewonnen             |
| Bestes Albumcover                 | Aaron Hayward & David Homer                  | Gewonnen             |
| Engineer of the Year              | Peter Mayes                                  | Nominiert            |
| BRITS International Album         | Walking on a Dream                           | Nominiert            |

## Kommerzieller Erfolg

### Chartplatzierungen
Es erreichte Platz 31 der deutschen Albumcharts und Platz 6 der Albumcharts Australiens. In Australien konnte sich das Album 54 Wochen in den Charts halten.
| ChartsChartplatzierungen       | Höchstplatzierung | Wochen |
| ------------------------------ | ----------------- | ------ |
| Australien (ARIA)              | 6 (54 Wo.)        | 54     |
| Deutschland (GfK)              | 31 (23 Wo.)       | 23     |
| Österreich (Ö3)                | 22 (14 Wo.)       | 14     |
| Schweiz (IFPI)                 | 15 (33 Wo.)       | 33     |
| Vereinigte Staaten (Billboard) | 97 (3 Wo.)        | 3      |
| Vereinigtes Königreich (OCC)   | 19 (32 Wo.)       | 32     |

| ChartsJahrescharts (2008) | Platzierung |
| ------------------------- | ----------- |
| Australien (ARIA)         | 88          |

| ChartsJahrescharts (2009) | Platzierung |
| ------------------------- | ----------- |
| Australien (ARIA)         | 18          |

### Auszeichnungen für Musikverkäufe
In Großbritannien wurde das Album mit Gold ausgezeichnet.
| Land/Region                  | Auszeichnungen für Musikverkäufe (Land/Region, Auszeichnung, Verkäufe) | Verkäufe |
| ---------------------------- | ---------------------------------------------------------------------- | -------- |
| Australien (ARIA)            | 3× Platin                                                              | 210.000  |
| Dänemark (IFPI)              | Gold                                                                   | 10.000   |
| Deutschland (BVMI)           | Gold                                                                   | 100.000  |
| Irland (IRMA)                | Gold                                                                   | 7.500    |
| Italien (FIMI)               | Gold                                                                   | 25.000   |
| Neuseeland (RMNZ)            | 2× Platin                                                              | 30.000   |
| Vereinigte Staaten (RIAA)    | Gold                                                                   | 500.000  |
| Vereinigtes Königreich (BPI) | Gold                                                                   | 100.000  |
| Insgesamt                    | 6× Gold · 5× Platin ·                                                  | 982.500  |